# 南晉郡
南晋郡，中国南北朝时设置的郡。
南朝梁置南晋郡，属并州。治所在东关县（今四川省宣汉县东北，一说在今万源县南固军坝）。辖境相当今四川省宣汉县东北、万源县南部地。绍泰二年（556年）被西魏占领。西魏改为永昌郡。